# 太保山森林公园

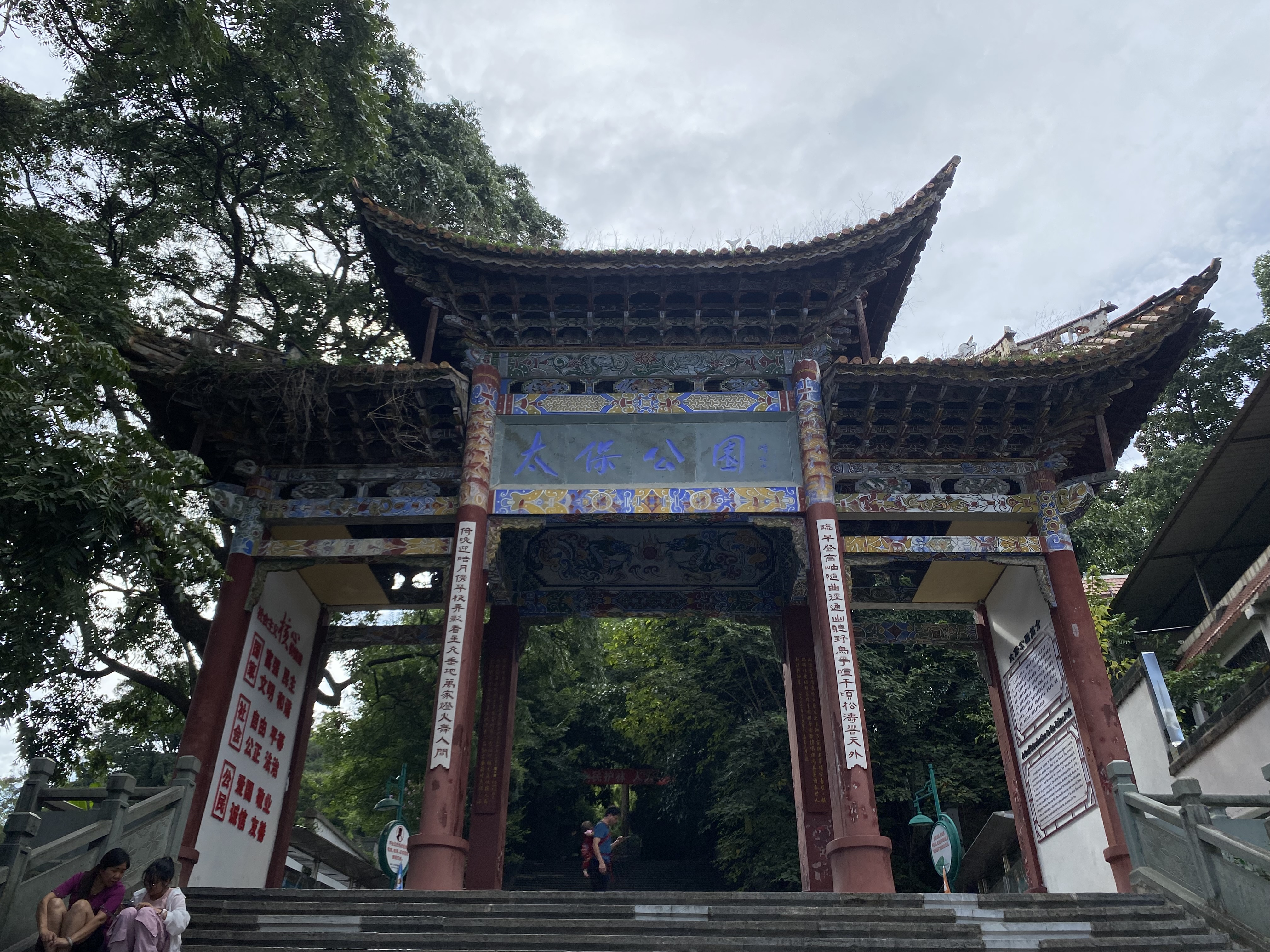
太保公园正门

太保山森林公园位于中国云南省保山市隆阳区西部，地处横断山系腹部、怒山山脉南段、高黎贡山山脉东麓。总面积485.7公顷，海拔2257.3米。